# Флашинг-авеню (линия Кросстаун, Ай-эн-ди)
|   |   |   |   |
| · | · | · | · |

|   |   |   |   |
| · | · | · | · |

«Флашинг-авеню» (англ. Flushing Avenue) — станция Нью-Йоркского метрополитена, расположенная на линии Кросстаун, Ай-эн-ди. Станция находится на пересечении Флашинг-авеню, Юнион-авеню и Мэрси-авеню на границе округов Бедфорд — Стайвесант и Уильямсберг, Бруклин. На станции останавливается маршрут G (круглосуточно).

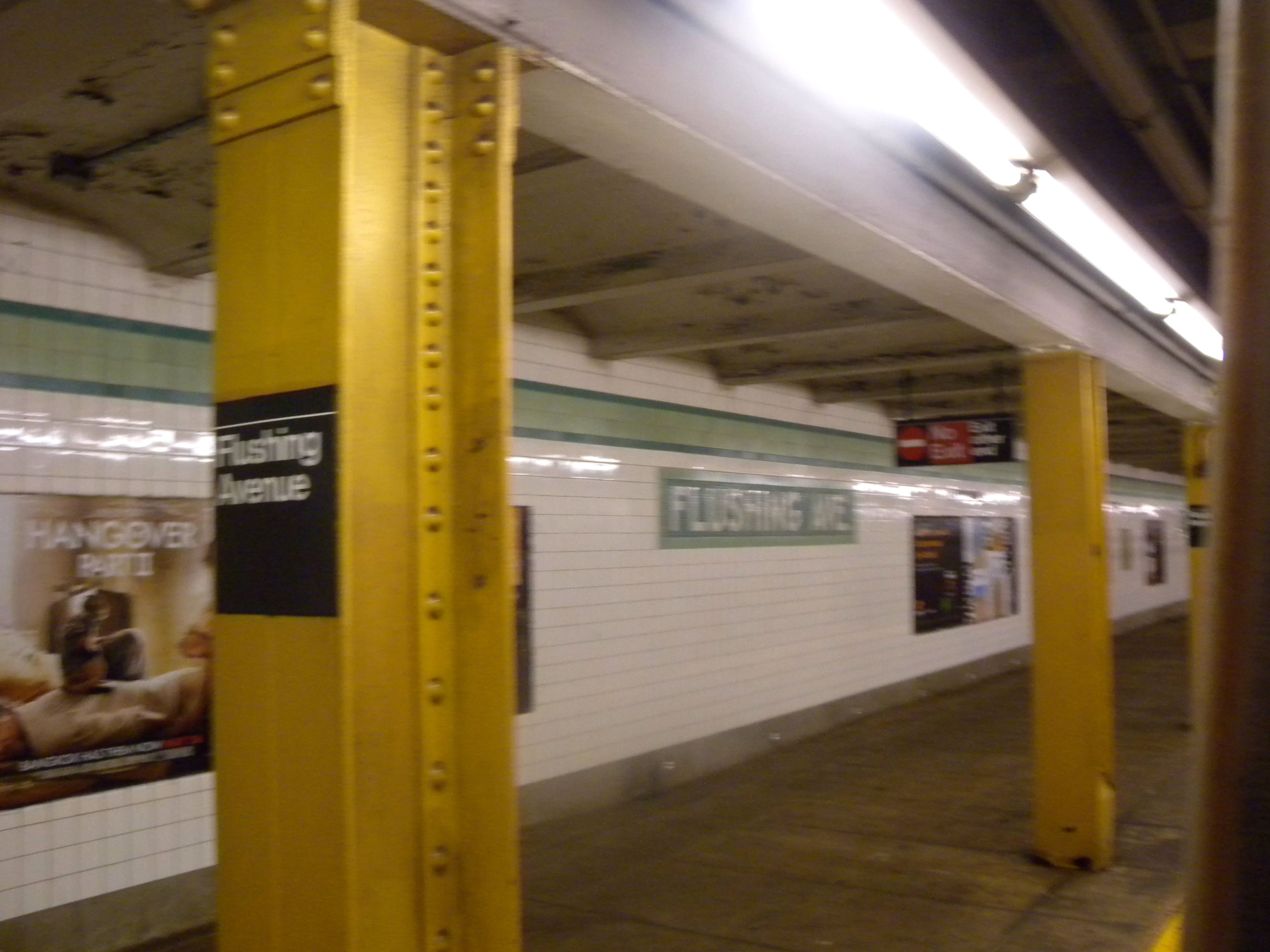
Платформа южного направления

Станция была открыта 1 июля 1937 года. Представлена двумя боковыми платформами и двумя путями между ними. Стены покрыты белой плиткой с типичной для этой линии тёмно-зелёной декоративной линией. Также имеются мозаики с полным названием станции. Под декоративной линией есть маленькие чёрные мозаики с названием станции, выполненным белыми буквами. Колонны станции окрашены в жёлтый цвет и на них также имеется название станции в виде чёрных табличек.
В южных концах обеих платформ имеются полноростовые турникеты (один на выход, другой на вход/выход), поэтому нет возможности бесплатно перейти с одной платформы на другую. С платформы южного направления можно выйти на юго-западный угол перекрёстка Флашинг-авеню и Мэрси-авеню, а с платформы северного направления - на северо-восточный угол перекрёстка Юнион-авеню(после пересечения с Флашинг-авеню становится Мэрси-авеню) и Герри-стрит(начинается диагонально от данного перекрёстка).
Когда-то станция имела ещё один выход с северных сторон обейх платформ, что подтверждается лестницами, закрытыми железными решётками. Указатели показывают, что это проход в мезонин, который сейчас используется в качестве склада и выход на Уолтон-стрит.